# Friedrich Bülow (Nationalökonom)
Friedrich Max Martin Bülow (* 23. Januar 1890 in Hamburg; † 10. August 1962 in Berlin) war ein deutscher Nationalökonom und Soziologe, der in der Zeit des Nationalsozialismus als einer der drei „wissenschaftlichen Hauptsachbearbeiter“ für die Reichsarbeitsgemeinschaft für Raumforschung (RAG) in Berlin gearbeitet hatte. Bülow veröffentlichte während der NS-Zeit besonders solche Schriften, die sich mit Denkern des agrarischen und des volkskundlichen Bereichs (J. H. Thünen, G. Ruhland, W.H. Riehl) auseinandersetzten. Nach 1945 nahm Bülow eine Professur an der Freien Universität Berlin wahr. Bülow war u. a. Mitherausgeber des Wörterbuchs der Soziologie und des Wörterbuchs der Wirtschaft.

## Studium und Berufsanfang in den 1920er Jahren
Friedrich Bülow wuchs als Sohn von Emilie und Friedrich August Ludwig Bülow in Hamburg auf. Ostern 1909 bestand er die Reifeprüfung am Realgymnasium des Johanneums zu Hamburg. Vom Sommersemester 1909 bis zum Kriegsausbruch 1914 studierte Bülow „Philosophie und Sozialwissenschaften“ an der Universität Leipzig. Zu seinen Lehrern zählten Vertreter der sogenannten frühen 'Leipziger Schule' (Wilhelm Wundt, Karl Bücher u. a.) und andere Nationalökonomen und Philosophen (Wilhelm Windelband, Franz Eulenburg, Johann Plenge). Lediglich unterbrochen durch seinen Dienst als Kriegsfreiwilliger im Ersten Weltkrieg setzte Bülow das Studium nach dem Kriegsende in Leipzig fort und wurde dort im Sommer 1920 mit einer Doktorarbeit zur Hegelschen Sozialphilosophie bei Johannes Volkelt promoviert. In der Zeit unmittelbar nach dem Kriegsende war Bülow auch Hörer an der Handels-Hochschule Leipzig; er studierte „nunmehr vor allem Nationalökonomie“. Nach der Aussage von Otto Stammer wurde Bülow auch durch Paul Barth, Theodor Litt und Hans Freyer beeinflusst.
Da Bülow in den 1920er Jahren kein festes Anstellungsverhältnis an einer Universität fand, arbeitete er in dieser Zeit als Privatgelehrter und Schriftsteller. Es entstand eine Reihe von Schriften, die Denker und auszugsweise ihre Werke behandelten: Hegel, Spinoza, Adam Müller, Adam Smith. Mehrfach publizierte Bülow auch über Friedrich List.
Im März 1922 heiratete Bülow Luise Seemann.

## Beruflicher Aufstieg im Nationalsozialismus
Erst die Machtübernahme der Nationalsozialisten eröffnete Bülow späte Chancen für eine Karriere. Zum 1. Mai 1933 trat er der NSDAP bei (Mitgliedsnummer 3.474.941). In den ersten Jahren der Diktatur arbeitete Bülow als wissenschaftlicher Assistent und Lehrbeauftragter für Sozial- und Wirtschaftsphilosophie an der Universität Leipzig. Von 1933 bis 1936 leitete er die (nationalsozialistische) „Ständische Arbeitsgemeinschaft“ an der Universität, die „Studierende der Nationalökonomie und Männer der Wirtschaftspraxis“ zusammenführte. Im Jahr 1935 veröffentlichte Bülow auch in der „Braunen Wirtschaftspost“, dem Organ des Düsseldorfer Instituts für Ständewesen.
Bülow wurde an der Universität Leipzig im Juni 1935 bei Kurt Wiedenfeld habilitiert. 1936 erschien seine Habilitationsschrift Gustav Ruhland – ein deutscher Bauerndenker im Kampf gegen Wirtschaftsliberalismus und Marxismus als Sonderheft 120 der „Berichte über Landwirtschaft“ im Parey-Verlag. Im Dezember 1936 sei ihm eine Dozentur für Nationalökonomie verliehen worden. (Bl. 289)
Eine Umhabilitation erfolgte im August 1937 an der Friedrich-Wilhelms-Universität Berlin, wo er 1940 zum ordentlichen Professor ernannt wurde (Rechts- und Staatswissenschaftliche Fakultät). In der zum Jahresende 1935 gegründeten Reichsarbeitsgemeinschaft für Raumforschung arbeitete Bülow von Frühjahr 1937 an,  nach Martin Kornrumpfs Weggang auch als „wissenschaftlicher Hauptsachbearbeiter“. Bis zum Kriegsbeginn arbeitete Bülow unter der Führung des Multifunktionärs Konrad Meyer (der eine Professur für Agrarpolitik innehatte) und der Bülow auch zum Kommen aufgefordert hatte. Ariane Leendertz betont Ähnlichkeiten hinsichtlich des Ansatzes einer „volksorganischen“ Wissenschaft zwischen Bülow und Konrad Meyer.
Mit Blick auf die zahlreichen sozialwissenschaftlichen Arbeiten innerhalb der Raumforschung sah Bülow 1941 eine „Sozialraumforschung“ im Entstehen begriffen.
Im Krieg war Bülow u. a. an der Auseinandersetzung um das in der NS-Raumplanung eingesetzte System der Zentralen Orte (Walter Christaller) beteiligt und kritisierte dieses als zu abstrakt, nicht ausreichend empirisch fundiert und zu wenig der NS-Ideologie folgend. Auch mit der Standorttheorie von Alfred Weber setzte sich Bülow in ähnlicher Weise auseinander. Bülow arbeitete aber auch an Arbeitskreisen mit, die im Rahmen des Kriegsforschungsprogramms der RAG „Zentrale Orte“ definierten und insbesondere für die „eingegliederten Ostgebiete“ umfassende Siedlungsszenarien entwarfen. Die Deutsche Forschungsgemeinschaft bewilligte ihm Gelder für Forschungsprojekte. Ein Projekt wurde aus dem Globaletat der DFG für die Hauptabteilung Planung und Boden im Reichskommissariat für die Festigung deutschen Volkstums (RKF) finanziert (die von Konrad Meyer geführt wurde): Bülow erhielt 30.000 Reichsmark für das Projekt "Fragenkreis Nahversorger", das im Rahmen des sog. Generalsiedlungsplans durchgeführt wurde.
1941 erfolgte Bülows Ernennung zum Ordinarius und Direktor des neu errichteten Volkswirtschaftlichen Instituts an der Friedrich-Wilhelms-Universität. Bülow war zeitweise Mitherausgeber der RAG-Zeitschrift Raumforschung und Raumordnung. Er übte in dieser Zeit auch Lehrtätigkeiten an der Forstlichen Hochschule Eberswalde aus, amtierte zeitweise als stellvertretender Leiter der dortigen Hochschularbeitsgemeinschaft für Raumforschung sowie als Dekan der landwirtschaftlichen Fakultät an der Berliner Universität. In den „letzten Kriegsmonaten vertrat Bülow auch den an der Front befindlichen Konrad Meyer als Leiter des Instituts für Agrarwesen und Agrarpolitik.“

## Volkswirt und Soziologe im Nachkriegsdeutschland: Mitherausgeber des „Wörterbuch der Soziologie“
Mit Gründung der Freien Universität Berlin (1948) wurde Bülow Ordinarius für Volkswirtschaftslehre und Soziologie. Zuvor hatte er bereits Lehrtätigkeiten an der TU Berlin (Volkswirtschaftslehre und Agrarpolitik) bzw. an der Landwirtschaftlichen Fakultät ausgeübt. Auch am Berliner Hochschulinstitut für Wirtschaftskunde (Vorläufer der heutigen Hochschule für Wirtschaft und Recht Berlin) übernahm Bülow Lehraufgaben.
Gerda Engelhard schrieb 1959 in ihrem biographischen Eintrag im Internationalen Soziologenlexikon über Bülow – ohne die NS-Raumforschung und Bülows exponierte Rolle darin auch nur zu erwähnen – Bülow habe in seinen „raumsoziologischen Studien“ berechtigterweise Mensch-Ding- und Mensch-Raum-Beziehungen als Gegenstand der Soziologie angesprochen.
An der FU Berlin stieg Bülow zum Direktor des Volkswirtschaftlichen Seminars auf und wurde auch erster gewählter Dekan der Wirtschafts- und Sozialwissenschaftlichen Fakultät der FU Berlin.

Gemeinsam mit Wilhelm Bernsdorf gab Bülow 1955 die erste Auflage des Wörterbuchs der Soziologie heraus. Bernsdorf bemerkte im Vorwort zur 2. Auflage des Wörterbuchs im Jahr 1969, dass der Inhalt nun wesentlich erweitert worden war:
„Friedrich Bülow, der die erste Ausgabe des Wörterbuchs als mein Mitherausgeber betreut hatte, war bereits schwer krank, als der Gedanke an eine Neufassung Gestalt annahm. Er starb im August 1962. Am Ende der Arbeit gedenke ich seiner und der anderen Mitarbeiter, die das Erscheinen des Buches nicht mehr erleben.“ (Vorwort zur zweiten Ausgabe, Ferdinand Enke Verlag, Stuttgart 1969)
Für diese zweite Auflage verfasste Bülow die Titel „Gemeinschaft“, „Geselligkeit“, „Gesellschaft“, „Heimat“, „Soziologismus“, „Universalismus“ und „Verband“. Gemeinsam mit Oswald von Nell-Breuning bearbeitete Bülow das Lemma „Solidarismus (Solidaritätsprinzip)“. In der im Fischer-Verlag erschienenen, wesentlich neu bearbeiteten, aktualisierten und dreibändigen Taschenbuchausgabe des Wörterbuchs (ab 1972) wurden als originäre Beiträge Bülows noch die Lemmata „Gemeinschaft“, „Gesellschaft“, „Soziologismus“ und „Verband“ genannt. Bülow lieferte auch Beiträge für das „Internationale Soziologenlexikon“ (Ferdinand Enke Verlag, Stuttgart, 1959), u. a. über Adam Müller, Karl Bücher, Hans Freyer, Otto Kühne und Kurt Breysig.
Die Akademie für Raumforschung und Landesplanung in Hannover nahm Bülow gemeinsam mit anderen Sozialwissenschaftlern 1953 als „ordentliches Mitglied“ auf. 1957 wurde Bülow emeritiert.
Friedrich Bülow starb 1962 im Alter von 72 Jahren in Berlin und wurde auf dem Waldfriedhof Dahlem beigesetzt. Das Grab ist nicht erhalten.

## Veröffentlichungen (Auswahl)
- Die Entwicklung der Hegelschen Sozialphilosophie. Leipzig 1920.
- Georg Wilhelm Friedrich Hegel – Eine Auswahl aus seinen Werken. Leipzig: Kröner 1925 (= KTA 39)
- Der deutsche Ständestaat. Nationalsozialistische Gemeinschaftspolitik und Wirtschaftsorganisation, Leipzig: Kröner 1934.
- Volkswirtschaftslehre, 1931, 31934, neu 1957 (s. u.).
- Gustav Ruhland (Habil.-Schrift). In: Berichte über Landwirtschaft, 120. Sonderheft, 1936.
- Raumordnung. Raumforschung vor neuen Aufgaben. In: Der Vierjahresplan. Zeitschrift für nationalsozialistische Wirtschaftspolitik, 1938, S. 688–689 (Bülows Bericht über die Grazer Tagung der RAG)
- Wilhelm Heinrich Riehl und die deutsche Volkswirtschaftslehre. In: Zeitschrift für die gesamte Staatswissenschaft 98. Bd., 1938.
- Raumordnung, Raumforschung und Wirtschaftswissenschaft. In Weltwirtschaftliches Archiv 47. Bd. (1938 I), S. 300–321.
- (spätere Auflage gemeinsam mit Heinz Langen) Wörterbuch der Wirtschaft. Leipzig: Kröners Taschenausgabe Nr. 114, 1936; 4. erweiterte Auflage in Verbindung mit Heinz Langen, 1963, 5. Aufl. 1967.
- Zur Problematik des Raumbegriffs. In: Archiv für Wirtschaftsplanung 1. Bd., 1. Heft (1941), S. 137–149.
- Friedrich List und die europäische Raumordnung. In: Raumforschung und Raumordnung 6. Jg. (1942), Heft 10/11, S. 315–364.
- Großraumwirtschaft, Weltwirtschaft und Raumordnung, Koehler, Leipzig 1941 (1943, 2. Auflage).
- Thünen als Raumdenker. In: Weltwirtschaftliches Archiv  Bd. 65, 1950.
- Alfred Vierkandt als Soziologe. In: Schmollers Jahrbuch Bd. 73, 1953.
- Zur Philosophie und Soziologie des Raumes und der Raumordnung. In: „Raumforschung und Raumordnung“ 11, 1953, Heft 2, S. 69–73.
- Die Berufswahl. In: Kölner Zeitschrift für Soziologie 5. Jg. (1952/53), Heft 2/3.
- (gemeinsam mit Wilhelm Bernsdorf): Wörterbuch der Soziologie. Stuttgart 1955.
- Volkswirtschaftslehre. Eine Einführung in das wirtschafts- und sozialwissenschaftliche Denken. Berlin, Frankfurt/M. 1957
- Agrarsoziologie (Landwirtschaft II). In: Handwörterbuch der Sozialwissenschaften. Band 6, Stuttgart, Tübingen, Göttingen 1959.
- Friedrich List. Ein Volkswirt kämpft für Deutschlands Einheit. (Persönlichkeit und Geschichte; 16). Musterschmidt, Göttingen/Zürich/Frankfurt 1959, ISBN 3-7881-0016-8.
- Grundlagen, Entwicklung und Bedeutung der landwirtschaftlichen Fakultät an der Friedrich-Wilhelms-Universität Berlin bis zum Jahre 1945. In: Hans Leussing, Eduart Neumann, Georg Kotowski (Hrsg.): Studium Berolinense: Aufsätze und Beiträge zu Problemen der Wissenschaft und zur Geschichte der Friedrich-Wilhelms-Universität zu Berlin. Berlin: de Gruyter 1960.
- Raum und Wirtschaftsordnung. In: ARL (Hrsg.): Handwörterbuch der Raumforschung. Hannover 1966.